# Adolf Meyer (arkitekt)

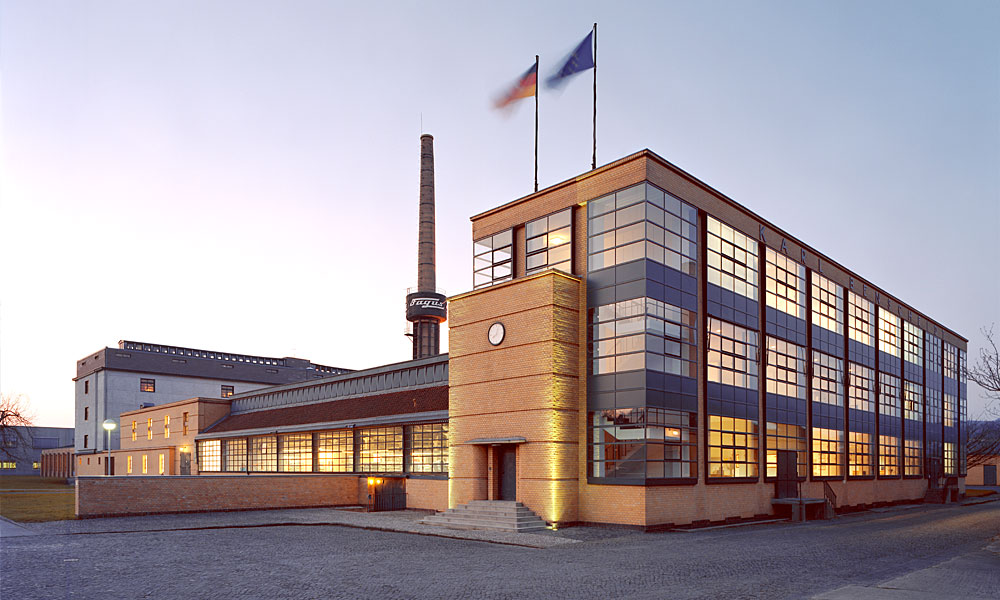
Fagus factory, Alfeld

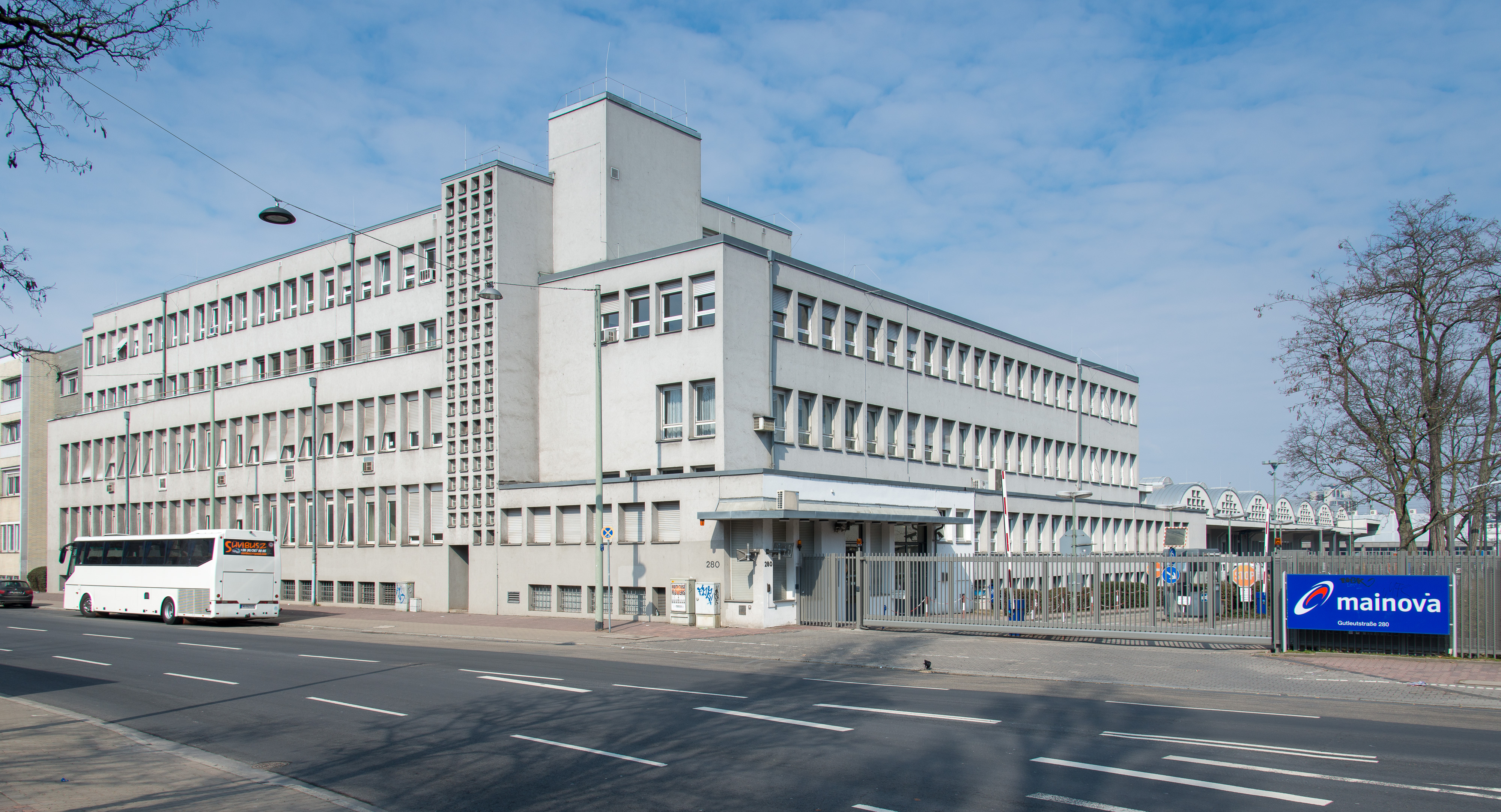
Elektrizitätswerk, Frankfurt Gutleutstraße

Adolf Meyer, född 17 juni 1881 i Mechernich, död 24 juli 1929, var en tysk arkitekt. 
I början av sin arkitektbana var han anställd hos Peter Behrens. Senare samarbetade han med Walter Gropius, bland annat i vad som brukar betraktas som världens första modernistiska byggnad − Fagusverken, 1911. Meyer blev kontorschef och senare kompanjon i Gropius arkitektverksamhet. Efter Gropius grundande av Bauhausskolan i Weimar, utnämndes Meyer 1919 till dess rektor. Han undervisade även i bland annat konstruktionslära. Meyer fortsatte sitt samarbete med Gropius i bland annat tävlingen om Tribune Tower i Chicago 1922. När skolan 1925 flyttade sin verksamhet till Dessau, valde Meyer att stanna i Weimar och där fortsätta sin verksamhet som arkitekt och industridesigner. Som arkitekt var han tillsammans med Gropius, Ernst May, Bruno Taut, och ett flertal andra framstående arkitekter involverad i stadsplaneprojektet Neue Frankfurt. Som industridesigner arbetade han åt det tyska optikföretaget Carl Zeiss, där han formgav en serie lampor för olika ändamål. Den mest välbekanta är förmodligen den opalvita halvsfäriska vägglampa för offentlig miljö som tillverkas än idag.
Meyer drunknade under en simtur 1929.